# Endiandra coriacea
Endiandra coriacea är en lagerväxtart som beskrevs av Elmer Drew Merrill. Endiandra coriacea ingår i släktet Endiandra och familjen lagerväxter. Inga underarter finns listade i Catalogue of Life.